# コントラファゴット
コントラファゴットは、木管楽器の一つで、ファゴット同様、上下に組み合わされた2枚のリードによって音を出すダブルリード（複簧）式の管楽器である。
コントラバスーン、ダブルバスーンともいう。

## 特徴・音域など
コントラファゴットは、ファゴットの倍の管長を持ち、1オクターブ低い音を出し、一般的にオーケストラ、吹奏楽で使用される木管楽器の中で最も低い音が出すことができ、最低音を補強させる木管楽器である。弦楽器ではコントラバスや5弦ベース、金管楽器ではB♭管チューバに相当する音域で、パイプオルガンの重低音のように深くてより豊かな響きを持つ。管長は6メートル近くに及ぶため、4回管を折り曲げている。重いため、ストラップではなくエンドピンで楽器を支えることが多く、指と首（あるいは肩）の負担を軽減するためにこれらを併用する場合もある。全長は当項目の写真のようにベルが楽器の中ほどにあるもので約140cmあり、ベルが上部に来るものや最低音が拡張されたものになるとさらに長くなる。楽器本体重量は約6kgである。
リードはファゴットのリードより一回り大きなものを使用する。形状はファゴットのリードとほぼ同じで、振動面が広い。
音域は、一般的なピアノの最低音より半音高い変ロ音から上方に3オクターブほどである。ファゴット奏者が演奏し、中低音域に関してはファゴットとほぼ同じ指使いでちょうど1オクターブ低い音が出るため、一般に1オクターブの移調楽器として記譜する。ただしリヒャルト・ワーグナーの『パルジファル』、ワーグナーの管弦楽法を学んだクロード・ドビュッシーの『イベリア』や『海』では一部を除いて実音表記されている。楽器によっては、最低音が半音あるいは全音拡張されてイ音、変イ音まで出るものもある。
木管楽器の最低音を担い、中規模以上のオーケストラの編成で用いられることが多く、近現代の大規模な管弦楽曲では日常的に見ることが出来る楽器である。また、大規模な吹奏楽の楽曲でも編成に組み入れられる場合がある。日本国内においては、かつてはその高額な価格ゆえ、アマチュアでは所有者・所有団体も少なかったが、近年は一部のメーカーから日本円換算で100万円台という比較的安価で品質の良いものも出回っていることから所有者も増えてきている。一方で、500万円超もしくは時価という高級機も存在し、依然「特殊楽器」の色合いが濃いとも言える。
演奏には、比較的必要な息が少ない通常のファゴットよりも多くの息が必要である。ブラームスの交響曲第1番は低音を効果的に使っている。
古くから楽器自体が稀少であったわけではなく、ベートーヴェンの交響曲第8番の初演の際には、同時に演奏された交響曲第7番を含め、スコアに指定がないにもかかわらずコントラファゴット奏者が2人参加した記録がある。
室内楽では古典派時代のハルモニームジーク（管楽セレナードなど）で指定のあるなしにかかわらず日常的に使用された。モーツァルトの『グラン・パルティータ』では明確にコントラバスが指定されているにもかかわらず、音色の統一を目的にこの楽器が使われることが多い（モーツァルトがこの曲でコントラバスを指定した意図が明確でないため、一概にこの代用が誤りとは言えない）。
同系統の楽器にドイツのヴォルフ社が開発したコントラファゴットの改良型、コントラフォルテ（Kontraforte）がある。最低音は通常のコントラファゴットよりも半音低いイ音、音域は4オクターヴ半に及び、高音域が痩せる傾向にある通常のコントラファゴットに対して全音域通してほぼ一様の音質になる。また、ダイナミクスレンジが通常のコントラファゴットよりも広い。
またコントラフォルテはベネディクト・エッペルスハイム管楽器でも製造している。

## 歴史

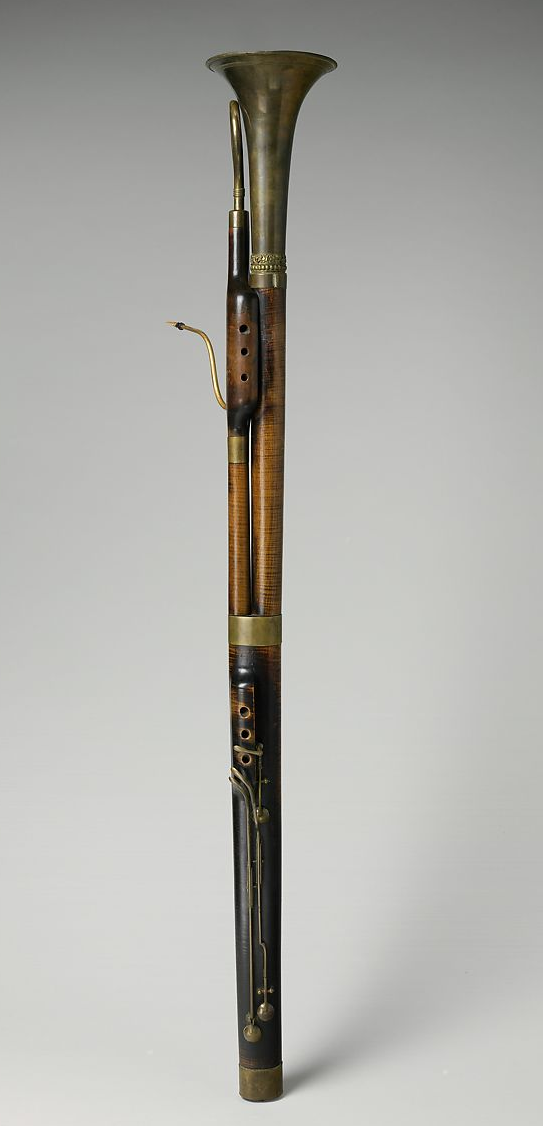
19世紀前半にウィーンで制作された標準的なコントラファゴット。

17世紀中ごろに開発され、当初は長大なファゴットの姿をしていた。現存する最古のものは、1714年製で、3鍵である。
バッハの楽曲や、ヘンデルの「王宮の花火の音楽」、ハイドンの「天地創造」「四季」、モーツァルトの「フリーメイソンのための葬送音楽」などでも用いられているが、交響曲での初出はベートーヴェンの交響曲第5番の終楽章である。
その後、様々な楽曲で用いられるようになるが、音量が小さく表現力も乏しかったため、コントラバス・サリュソフォーンなどの代用楽器で演奏されることも多かった。ヘッケルが19世紀後半にキーの追加やチューニングスライドの追加等の改良を行った結果、音量や表現の幅などが改善され、形状もほぼ現在のものとなった。
2001年にフォックスがオクターブキー等をさらに改良したシステムを導入、2004年に当国で特許を取得した。2005年に作曲されたカレヴィ・アホのコントラファゴット協奏曲は、このシステムを念頭において作曲されたため、それ以前の楽器で演奏することは非常に困難である。
コントラファゴットのために書かれた作品も、この楽器を専門とする演奏家も非常に少ないが、後者ではスーザン・ニグロ（Susan Nigro）が複数のCDを出すなどの活動をしている。

## コントラファゴットが用いられる楽曲の例

### 管弦楽曲
大編成のオーケストラにおいては普通に編成に組み込まれるが、ソロは滅多に出てこないため、ここでは主にソロ、ソリなど目立つ部分が存在する作品を挙げる。
- ベートーヴェン
  - 交響曲第5番 - 第4楽章のみ。交響曲における初出だが、コントラバスと同様の動きをするため、音が表には出てこない。
  - 交響曲第9番 - 第4楽章のみ。中間部に1，2ファゴットとの2オクターブのソリがある(1999年に改訂されたベーレンライター社の新版スコアでは3オクターブ。コントラファゴットの自筆パート譜と、製作年代の近いコントラB♭まで出せる楽器が現存する事が論拠とされた)。

- ラヴェル
  - 左手のためのピアノ協奏曲 - 冒頭のソロ
  - 組曲「マ・メール・ロワ」より「美女と野獣の対話」 - クラリネットで表現する美女に対して、野獣を表現する。
  - スペイン狂詩曲  - コントラバス・サリュソフォーンの代用
  - 道化師の朝の歌

- デュカス
  - 「魔法使いの弟子」 - 一般的にコントラバス・サリュソフォーンの代用として演奏される

- リヒャルト・シュトラウス
  - 歌劇「サロメ」 - 超絶技巧を要する事で有名
  - 交響詩「ドン・キホーテ」

テューバソロの後に中間のEsからLoD迄グリッサンドで降りるソロ。
- マーラー
  - 交響曲第2番 - 第5楽章にソロ
  - 交響曲第6番 - 第2楽章終了直前にソロ
  - 交響曲第7番 - 第2楽章、第3楽章にソロ
  - 交響曲第9番 - 第2楽章終了直前にピッコロとのユニゾン、第4楽章序盤にソロ
  - 交響曲「大地の歌」 - 最終楽章にソロ

マーラーは特に後半の交響曲でこの楽器を効果的に使用している。

- ホルスト
  - 組曲「惑星」より「天王星」 - ファゴットと掛け合いのソロ

- ベルク
  - オペラ「ヴォツェック」 - 第1幕にカデンツァ

- ストラヴィンスキー
  - バレエ音楽「春の祭典」 - コントラファゴットが2本使われる

この他、バレエ音楽「火の鳥」(原典版、1911年版)において2本用いられる。
この2曲以外でコントラファゴットが2本以上編成に含まれる例はブライアンの「ゴシック」、「勝利の歌」等の巨大編成曲に限られ、稀である。

- ショスタコーヴィチ
  - オペラ「鼻」
  - バレエ音楽「黄金時代」 - 第3曲「ポルカ」にソロ
  - オペラ「ムツェンスク郡のマクベス夫人」 - 第1幕にカテリーナのソロと掛け合いでソロが出てくる。他の幕にも随所に出てくる。
  - 交響曲第5番 - 第2楽章にファゴットとのオクターブソリ
  - 交響曲第7番 - 第2楽章にバスクラリネットとの二重奏

ショスタコーヴィチは交響曲においてファゴットとオクターブソリで使用するなど、コントラファゴットを効果的に使っている（第4番、第5番、第8番、第10番など）。
  - ヴァイオリン協奏曲第1番 - 第2楽章にソロ

- 矢代秋雄
  - 交響曲 - 第4楽章冒頭にソロ

- ヴェーベルン
  - 6つの小品 - 最後の曲に最低音のB♭で伸ばしのソロ

### 吹奏楽曲
作曲家の指定に表れることは稀であるため、編成に含まれる例を示す。
コントラファゴットよりも更に絶対的な台数の少ない吹奏楽楽器コントラバス・サリュソフォーンの代用として用いられることもある。また、しばしばコントラバス・クラリネットで代用される。
- アルフレッド・リード
  - アルメニアン・ダンス - 任意ではあるが、バス・サクソフォーンと共に編成に含まれる
  - エル・カミーノ・レアル
- ボブ・マーゴリス
  - テルプシコーレ
- ジェイムズ・バーンズ
  - 交響的序曲
  - 交響曲第3番 - 無い場合にコントラバス・クラリネットで代用する旨の指定がある
- フローラン・シュミット
  - デュオニソスの祭り - コントラバス・サリュソフォーンの代用として使われる。
- アラン・ホヴァネス
  - 交響曲第4番
- ジョン・マッキー
  - アスファルト・カクテル
  - オーロラの目覚め
  - 翡翠
  - クセルクセス
  - クロッキング
  - サスパリラ ‐ 任意だが曲の中盤に長めのソロがある
  - ストレンジ・ユーモア
  - ソプラノ・サックスとウインド・アンサンブルのための協奏曲

- - ターニング
  - タービン
  - ドラム・ミュージック -打楽器とウインド・アンサンブルのための協奏曲

- - ナイト・オン・ファイヤー
  - ナイト・ガーデン
  - ハイ・ワイヤー
  - ハーベスト－トロンボーン・コンチェルト
  - ヒム・トゥー・ア・ブルー・アワー
  - フローズン・カテドラル
  - モーションズ
  - リミナル
  - リングマスターズ・マーチ ‐ 任意
  - (リダクテッド)
  - レッドライン・タンゴ
  - ワイン・ダーク・シー

### 協奏曲
- アホ
  - コントラファゴット協奏曲
- ムラディアン
  - コントラファゴット協奏曲 作品86
- ドーフ
  - コントラファゴット協奏曲
- モンターノ
  - ピッコロとコントラファゴットのための協奏曲
- ブルンス(Victor Bruns)
  - コントラファゴット協奏曲 作品98

### 独奏曲
- シュルホフ
  - バスナイチンゲール（Bassnachtigall 低音のうぐいす）
- ヴィリー・ヘス
  - コントラファゴット五重奏曲 作品63

### 映画音楽
- ゴジラ（1954年、音楽：伊福部昭）
  - 怪獣映画にふさわしい迫力を追求して重低音のコントラファゴットを採用したが、高額な楽器の確保や、低周波にさらされ続ける吹奏者たちの苦労が絶えなかったという。
- ジョーズ （音楽：ジョン・ウィリアムズ ）
  - 曲の冒頭に不気味さを出すために低弦、ファゴットとともに使用されている。

## サンプル
- バッハの無伴奏チェロ組曲の一部をコントラファゴットで演奏した例：contra2.ogg

## 主なコントラファゴットメーカー
- アマティ （チェコ）
- フォックス （アメリカ）
- モーレンハウエル （ドイツ）
- ピュヒナー（ドイツ）
- ヘッケル（ドイツ）
- モースマン（ドイツ）
- シュライバー（ドイツ）
- アドラー（ドイツ）
- ソノーラ（旧東ドイツ：現在はアドラーと合併）
- メーニッヒ（ドイツ）